# Anselmus van Luik
Anselmus van Luik (ca. 1008 – ca. 1056) was een 11e-eeuwse kroniekschrijver en kanunnik en deken van de Sint-Lambertuskathedraal van het prinsbisdom Luik. Anselmus was opgeleid aan de toentertijd beroemde kathedraalschool van Luik en had een goede relatie met bisschop Waso van Luik. De meeste bekendheid geniet hij als continuator van de Gesta Episcoporum Tungrensium, Trajectensium, et Leodiensium (Handelingen van de bisschoppen van Tongeren, Maastricht en Luik), een kroniek die begonnen was door Heriger van Lobbes. Anselmus beschreef de periode vanaf bisschop Theodardus tot en met bisschop Waso in een heldere literaire stijl en week daarbij weinig af van de feiten. Binnen de traditie van de 11e en 12e eeuw was hij ook een hervormingsgezinde.